# Empoasca rokasa
Empoasca rokasa är en insektsart som beskrevs av Irena Dworakowska 1981. Empoasca rokasa ingår i släktet Empoasca och familjen dvärgstritar. Inga underarter finns listade i Catalogue of Life.